# Neamț (distrito)
Neamț é um județ (distrito) da Romênia, na região da Moldávia. Sua capital é a cidade de Piatra Neamț.